# 石室蓬莱宫
石室蓬莱宫，位于山西省长治市屯留区路村乡石室村东。
2013年3月5日，石室蓬莱宫公布为第七批全国重点文物保护单位。